# Памятник независимости Бразилии
Памятник независимости Бразилии (порт. Monumento à Independência do Brasil) — гранитная и бронзовая скульптура в городе Сан-Паулу, Бразилия. Также известен как «Памятник Ипиранга (порт. Monumento do Ipiranga)» или «Алтарь Отечества (порт. Altar da Pátria)». Расположен на берегу реки Ипиранга, в городе Сан-Паулу, на историческом месте, где император Бразилии Педру I провозгласил независимость страны 7 сентября 1822 года.
Памятник был разработан и построен итальянским скульптором Этторе Ксименесом и итальянским архитектором Манфредо Манфреди, чтобы отпраздновать первый столетний период Бразильской независимости.

## Склеп
Императорский склеп и часовня находится внутри памятника. Склеп был построен в 1972 году для размещения тела императора Педру I, а также тел его жён Марии Леопольдины Австрийской и Амелии Лейхтенбергской. Склеп был освящён как католическая часовня, по требованию принца Педру Энрике Орлеан-Браганза. Тела Педру I и Амелии Лейхтенбергской были переданы из Королевского пантеона Дома Браганзы в Лиссабоне, а тело Марии Леопольдины Австрийской было перенесено из императорского мавзолея монастыря Святого Антония в Рио-де-Жанейро.

## Галерея

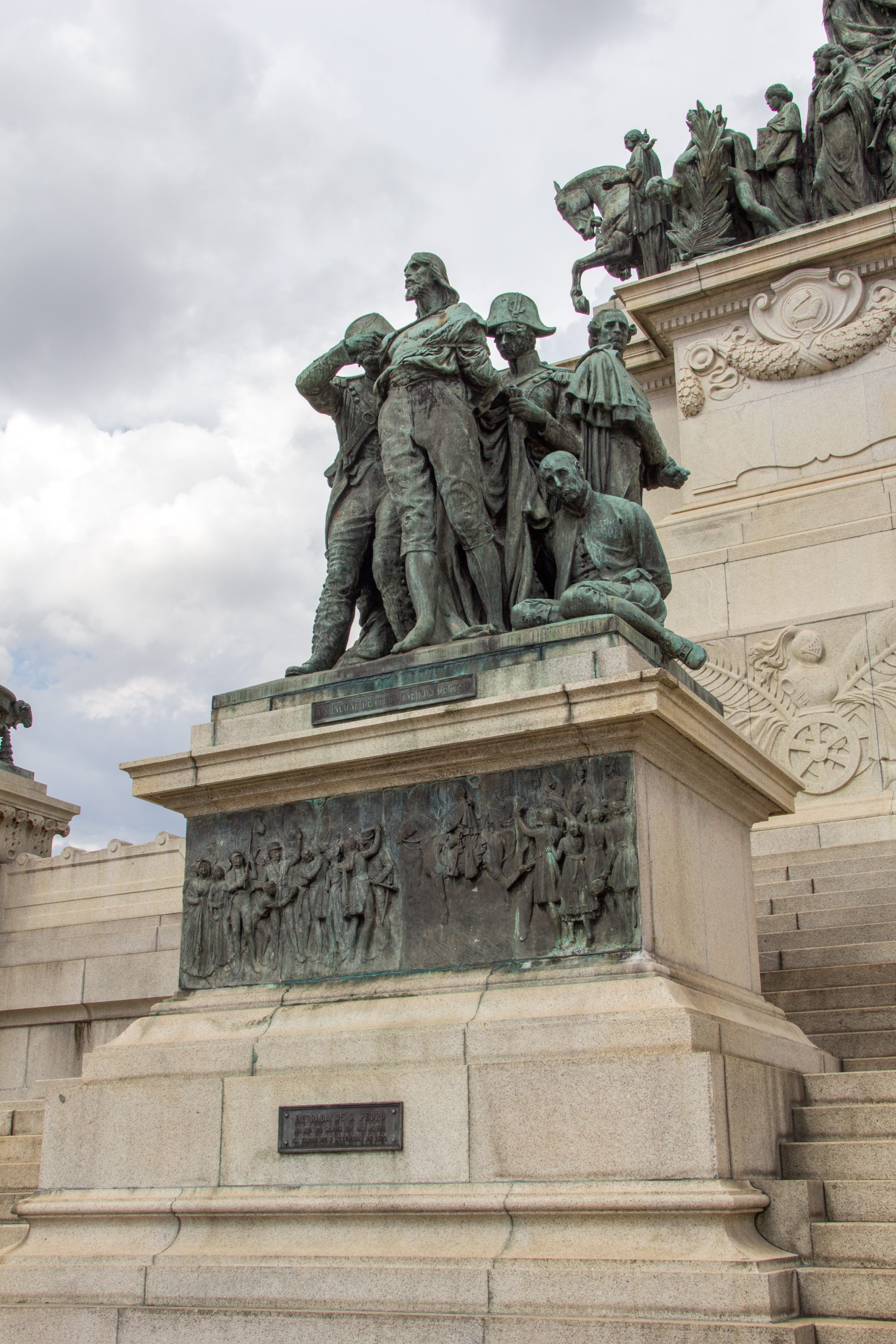
Скульптура
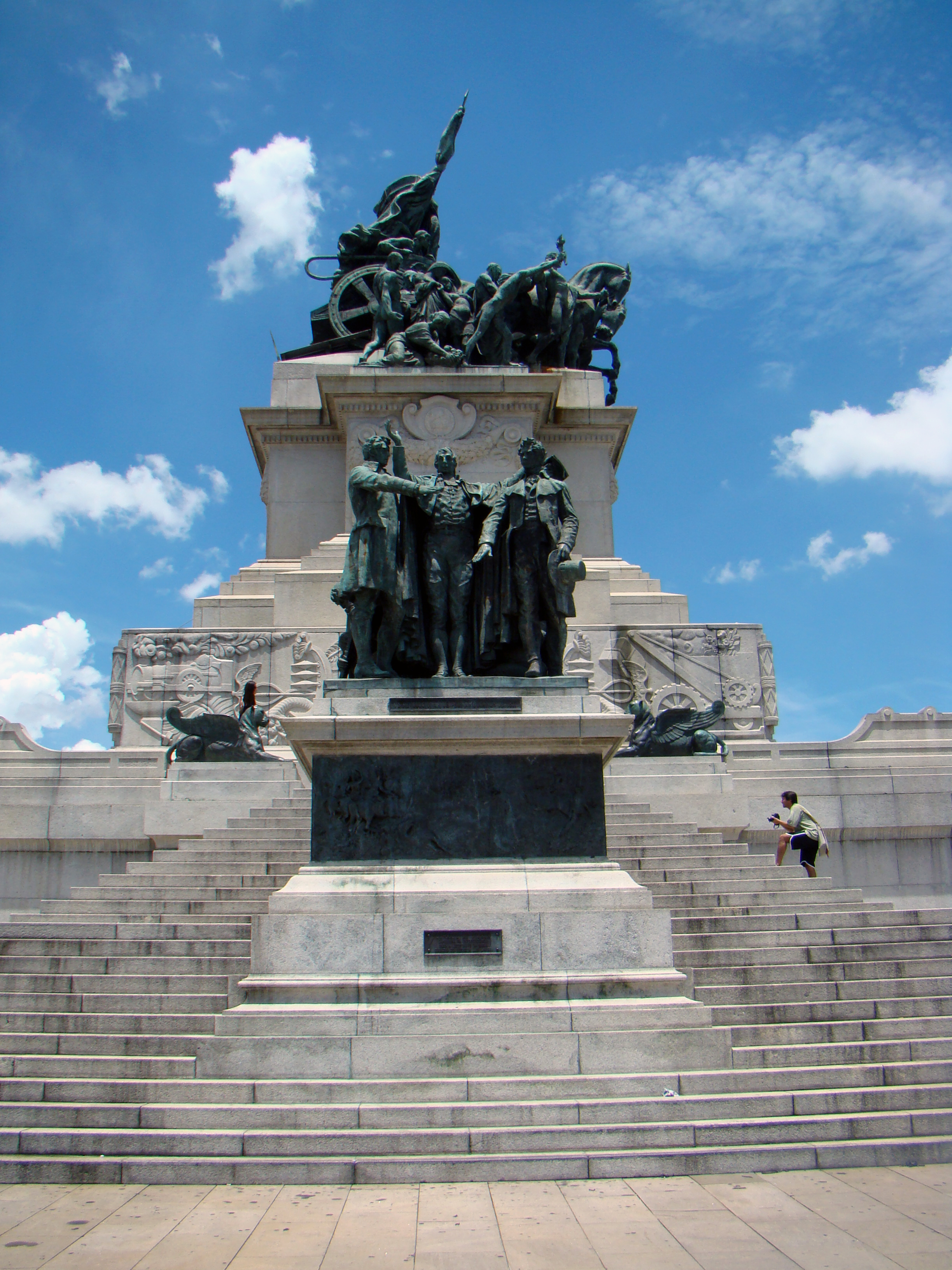
Cкульптура
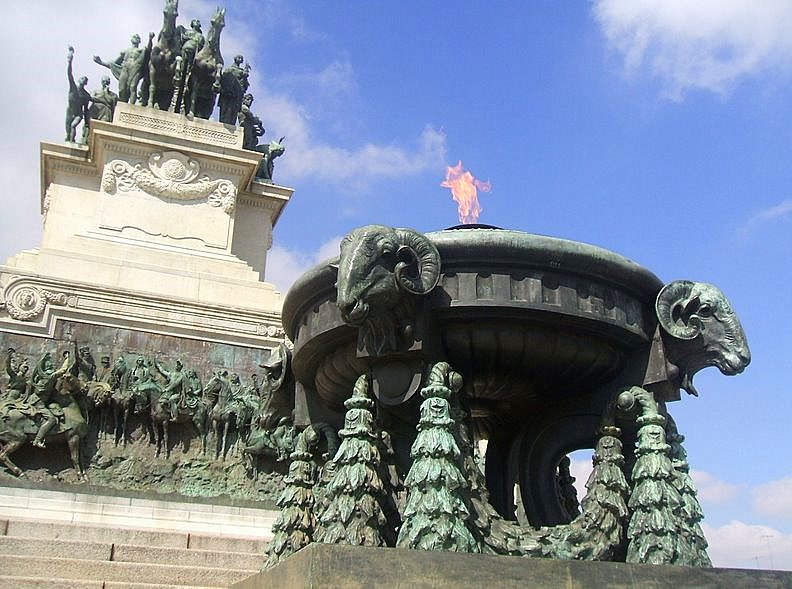
Вечный огонь
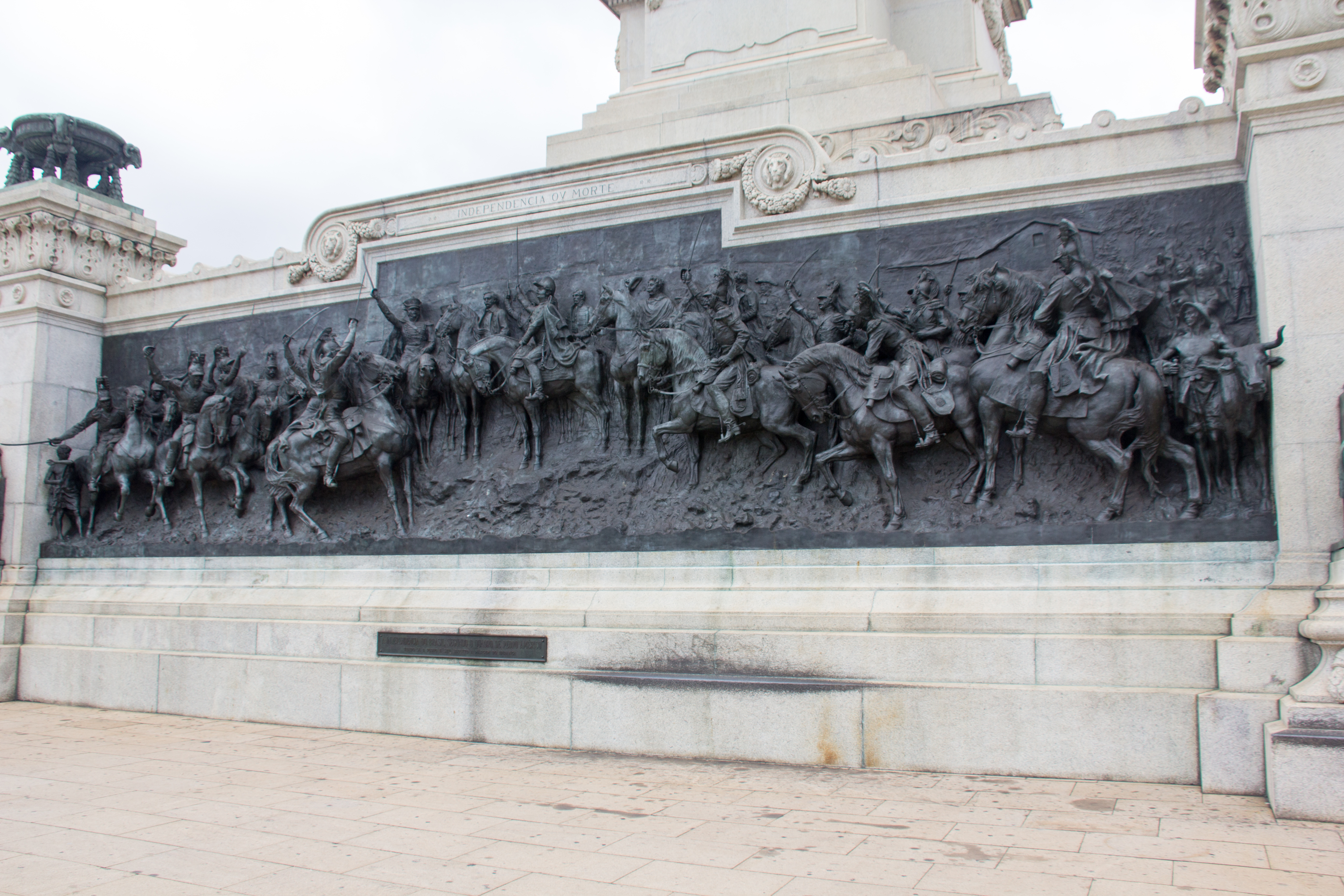
Передняя панель
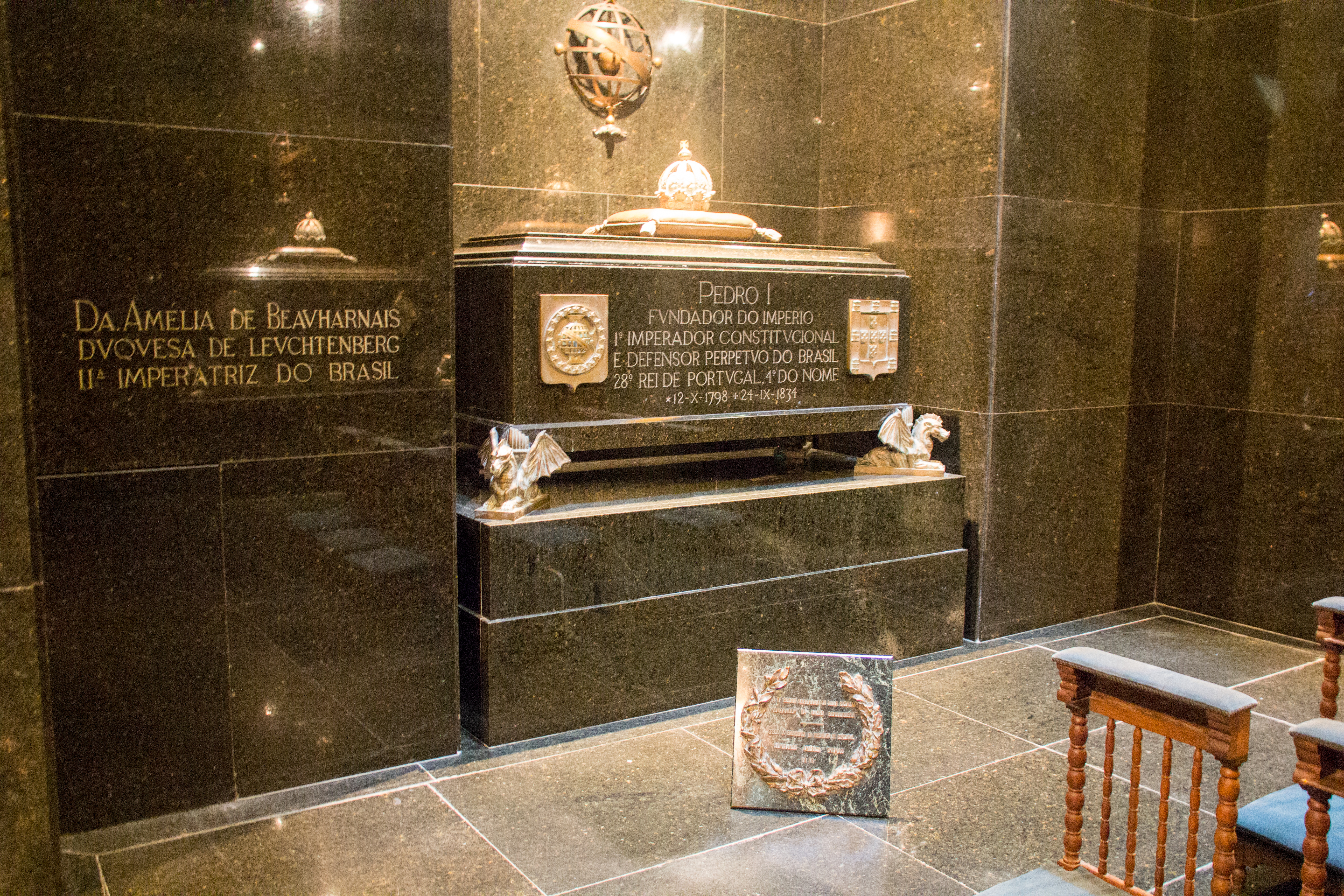
Гробница Педру I